# Velký Luh
Velký Luh là một làng thuộc huyện Cheb, vùng Karlovarský, Cộng hòa Séc.